# Paternoster Square
Paternoster Square je náměstí v londýnském obvodu City na sever od katedrály svatého Pavla.
Roku 1942 byla oblast, která dostala své jméno po Paternoster Row – ulici, kterou chodili modlící se mnichové, zničena při bombardování. V letech 1961 až 1967 bylo území mezi hřbitovem katedrály svatého Pavla a Newgate Street pod vedením Williama Holforda rekonstruováno. Nové náměstí, v blízkosti jedné z nejvýznamnější turistické atrakce, se stalo pro svou ponurost velmi nepopulární.
Roku 1996 byl přijat projekt Williama Whitfielda na rekonstrukci náměstí a v říjnu 2003 byly stavební práce dokončeny. Mezi společnostmi, které se zde přestěhovaly byla i Londýnská burza.
Nejvýraznějším elementem na náměstí je 23 m vysoký Paternoster Square Column – korintský sloup z portlandského vápence na jehož vrcholu je umístěna měděná urna. Autory návrhu tohoto sloupu byla společnost Whitfield Partners.
Na severním konci náměstí se nachází bronzová socha Shepherd and Sheep (Ovčák a ovce - náměstí bylo v minulosti dlouho centrem dobytčího trhu) od Elisabeth Frinkové.